# Buddelundiella armata
Buddelundiella armata är en kräftdjursart som beskrevs av Filippo Silvestri 1897. Buddelundiella armata ingår i släktet Buddelundiella och familjen Buddelundiellidae. Inga underarter finns listade i Catalogue of Life.

## Bildgalleri

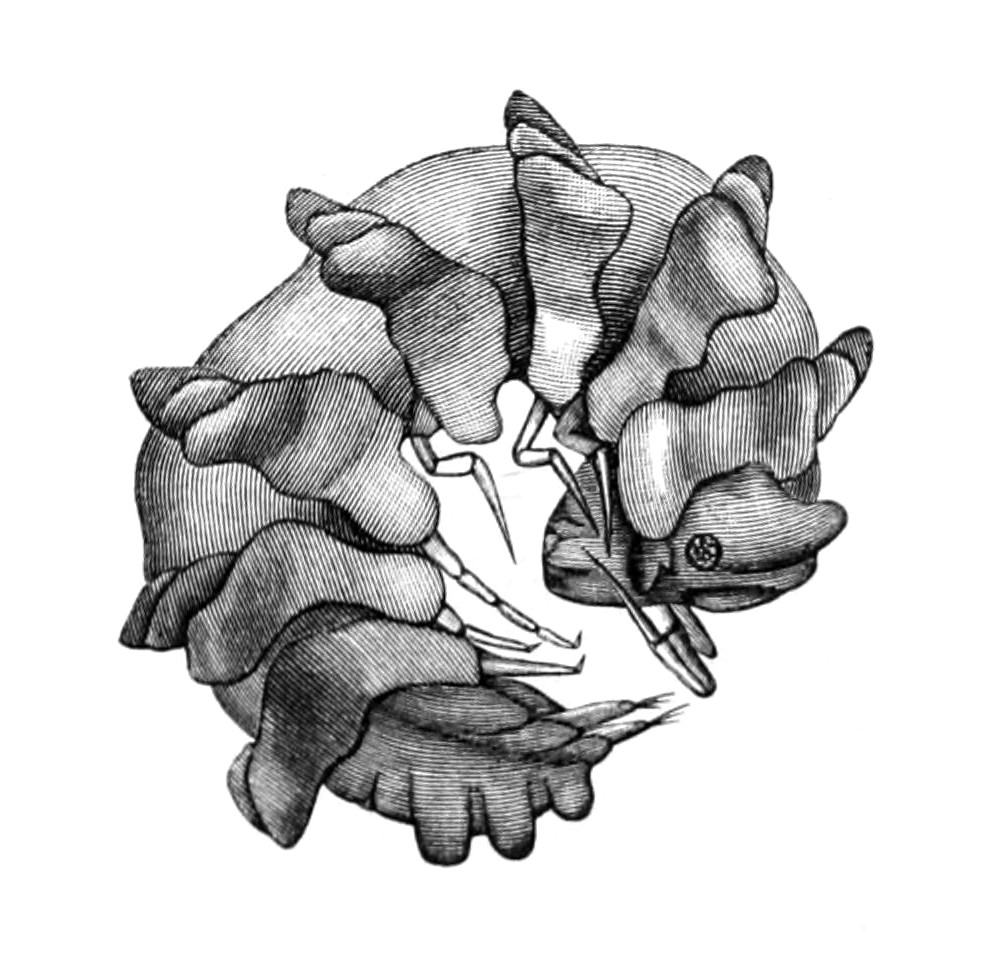